# 大河元氣
大河元氣（日语：大河元気，1987年8月26日—）本名是押川元氣（日语：押川元気）。日本男演員、聲優。曾隸屬於ARKRAY及向日葵劇團旗下的藝人，現隸屬於Amuleto。出生於日本愛知縣蒲郡市，身高168cm（2019年更新為170cm）。

## 主要演出作品

### 舞台
- Switch!（本名 押川元氣 演出）
- 《網球王子舞台劇》（飾 切原赤也）
  - Absolute King 立海 feat.六角
  - Dream Live 4th
  - Progressive Match 比嘉 feat.立海
  - Dream Live 5th
  - The Final Match 立海 First feat. 四天寶寺
  - The Final Match 立海 Second feat. The Rivals
- PEACE MAKER
- WILD ADAPTER
- 義経-YOSHITSUNE-

### 電影
- カフェ代官山〜Sweet Boys〜

### 電視動畫
2012年
- 遊戲王ZEXAL（米賽爾）

2016年
- B-PROJECT ～鼓動＊Ambitious～（野目龍廣）
- 吸血鬼僕人（龍征）
- Scared Rider Xechs（近江真）
- 魔法少女育成計畫（男學生B）
- 黑白來看守所（奇伊）

2017年
- 時間飛船24（16歲少年3）
- MARGINAL#4 由KISS開始創造的Big Bang（緋室綺羅）
- Love米 -WE LOVE RICE-（CARRY[1]）
- Code:Realize ～創世的公主～（士兵）
- 巴哈姆特之怒 VIRGIN SOULS（青年、客、門番天使）
- 無論何時我們的戀情都是10厘米。（電影社成員A）

2018年
- 中間管理錄利根川（黑衣人1、東）
- DOUBLE DECKER！道格＆基里爾（克里斯）
- 黑色五葉草（亞雷克德拉·山德勒）
- 火之丸相撲（巴特蒙赫·巴特巴亞爾）
- 爆旋陀螺 擊爆戰魂（古魯茲·巴拉迪）
- 妖怪手錶 光影之卷（不動明王小子[2]）

2019年
- 入間同學入魔了！（概布·五右衛門、入間父）
- 妖怪手錶！2019（不動明王小子）
- B-PROJECT ～絕頂＊Emotion～（野目龍廣）

2020年
- 地縛少年花子君（山吹檸檬）
- 異度侵入 ID:INVADED（大貫裕司）
- 八男？別鬧了！（赫爾穆特）
- 文豪與鍊金術師 ～審判的齒輪～（貓）
- 啄木鳥偵探社（山岡）
- 我立於百萬生命之上（龍術士）

2021年
- 2.43 清陰高中男子排球社（戶倉工兵）
- 入間同學入魔了！第2期（法爾法爾、概布·五右衛門）
- 魔卡派對（電視龍）

2022年
- RPG不動產（青年）
- 新網球王子 U-17 WORLD CUP（馬克·麥克格雷戈[3]）
- 入間同學入魔了！第3期（概布·五右衛門、法爾法爾、入間父親的幻影）

2023年
- B-PROJECT ～熱烈＊Love Call～（野目龍廣[4]）

2024年
- 為了在異世界也能撫摸毛茸茸而努力。（維爾赫特[5]）
- BUCCHIGIRI?!（灯荒仁[6]）

2025年
- 出入禁止的鼴鼠（真木栗顯[7]）

### 網路動畫
2017年
- 黑白來看守所 第2期（奇伊）

### 特攝
2020年
- 魔進戰隊煌輝者（魔進傑塔）

### 廣播
- 大變恐れ入りますが大河元氣のラジオです - 2007年10月開始網路放送

### 寫真
- トンボ学生服
- 大河元氣1st寫真集「168」
- 働くMen's写真集「Work-ish」

### EVENT
大河元氣写真集「168」發賣記念EVENT - 2007年9月1日（東京）23日（大阪）

### 遊戲
- 夢王國與沉睡中的100位王子殿下(卡斯托爾)
- 超級轟炸超人R（深藍炸彈人）
- 問答RPG 魔法使與黑貓維茲 （吉米）
- 逆轉奧賽羅尼亞 （朱利司）
- 蘇菲的鍊金工房～不可思議書的鍊金術士～ （朱利歐·賽巴魯特·雷汀夏福特）
- 拳皇for GIRLS（二階堂紅丸）
- 遊☆戲☆王ZEXAL 激突！決鬥嘉年華！（彌賽爾）
- 超異域公主連結 Re:Dive（王宮騎士、觀客）
- 妖怪手錶噗尼噗尼（不動明王小子、御來光小子）
- 妖怪手錶4 我們仰望著同一片天空（不動明王小子）
- 闇影詩章（尖槍精靈、機動猛虎、黑利歐）
- 怪物彈珠（仙納度[8]）
- 聖火降魔錄 Engage（龐德羅）

### CD
- HONEY BEE 數羊晚安系列 革命編

### 其他
2019年
- 與聲優夜遊 2nd Season（金曜MC）

## 外部連結
- 事務所公開簡歷(amuleto)（页面存档备份，存于）
- 新事務所マネージメントオフィス ARKRAY(アークレイ)主頁
- 新公式BLOG スケブとニッパー（页面存档备份，存于）
- 前事務所ブルーシャトル（Blue Shuttle）
- 前公式BLOG 元気の素